# Geely Haoyue
Geely Haoyue (кит. 吉利豪越; пиньинь Jílì háo yuè) — среднеразмерный кроссовер, выпускаемый компанией Geely Automobile с 2020 года. На внешнем рынке автомобиль называется Geely Okavango в честь Дельты Окаванго в Ботсване.

## Первое поколение (VX11, 2020 — настоящее время)
Первое поколение автомобилей Geely Haoyue производилось с 2020 по 2022 год. Рабочее название модели - VX11. Автомобили оснащены 7-ступенчатой трансмиссией с двойным сцеплением, передним или полным приводом. Объём двигателя VEA составляет от 1.5 до 2.0 литров, мощность варьируется от 177 до 218 л.с. Крутящий момент - от 255 до 325 Н*м.
| Объём | Мощность | Крутящий момент | Привод              | Коробка передач                               | Разгон до 100 км/ч |
| ----- | -------- | --------------- | ------------------- | --------------------------------------------- | ------------------ |
| 1.5   | 177 л.с. | 255 Н*м         | передний            | 7-ступенчатый робот                           | 11.0 сек.          |
| 1.8   | 184 л.с. | 300 Н*м         | передний или полный | 7-ступенчатый робот или 6-ступенчатый автомат | 8.9 сек.           |
| 2.0   | 218 л.с. | 325 Н*м         | передний            | 7-ступенчатый робот                           | 7.9 сек.           |

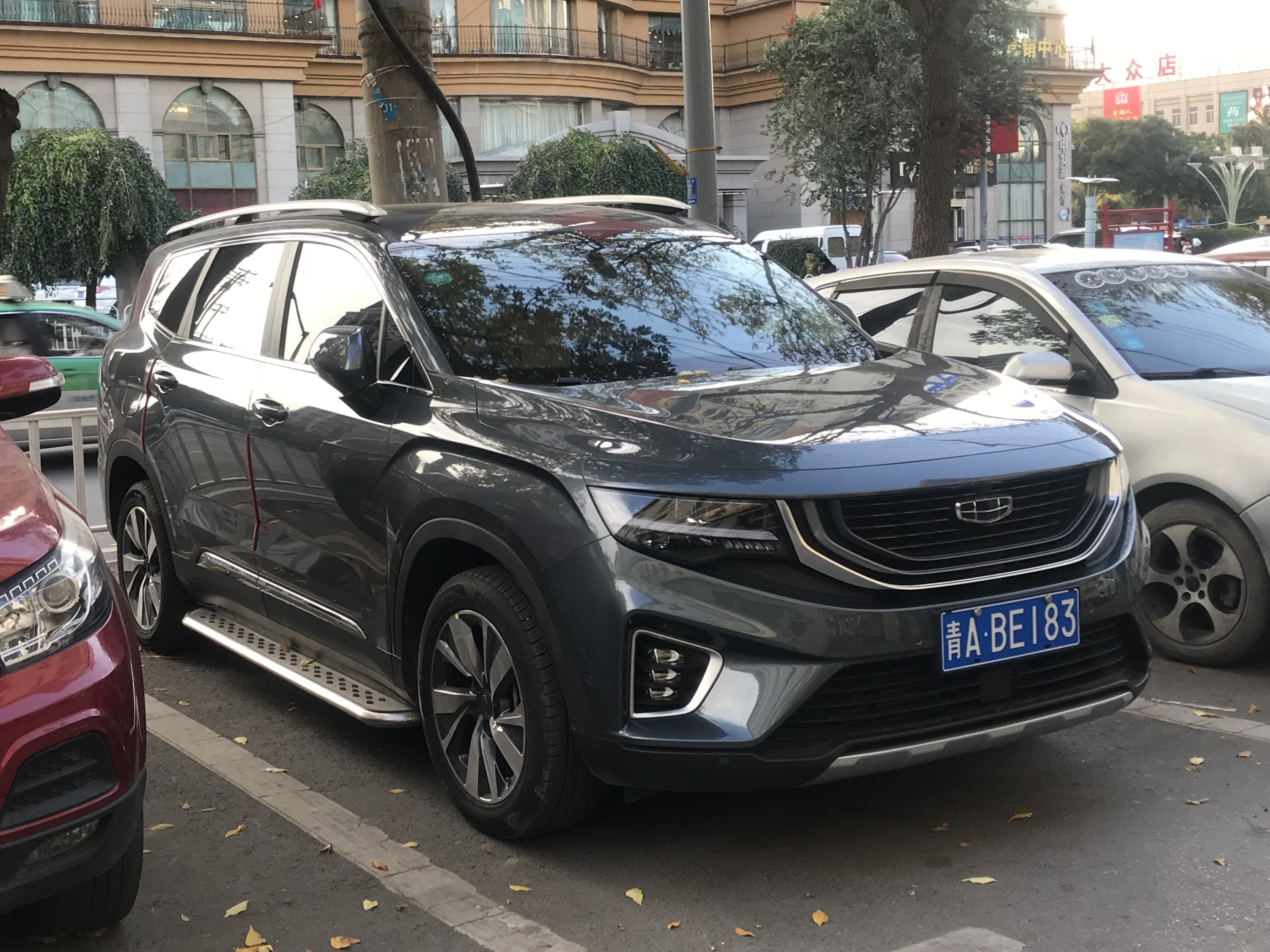
Вид спереди
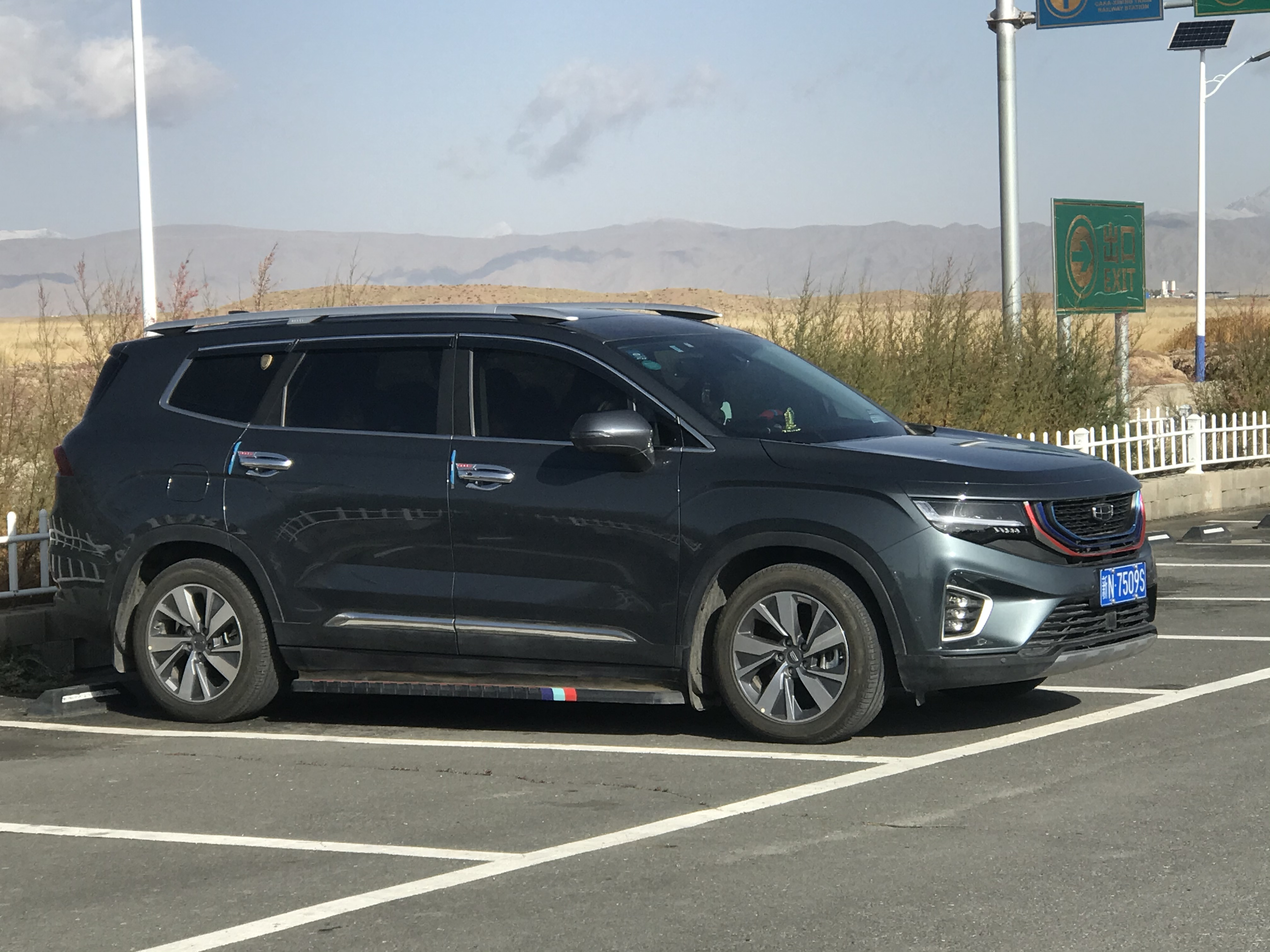
Вид сбоку
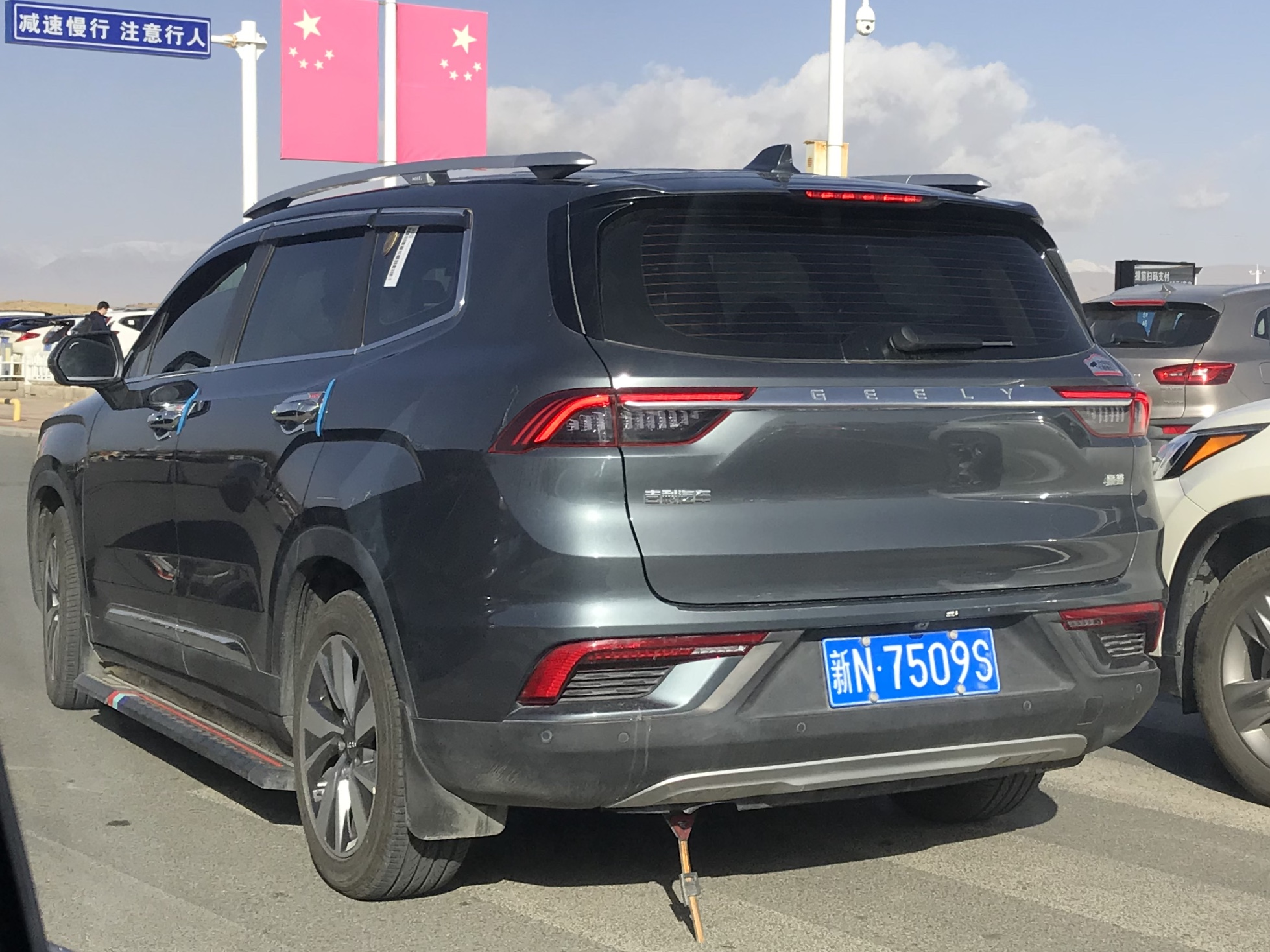
Вид сзади
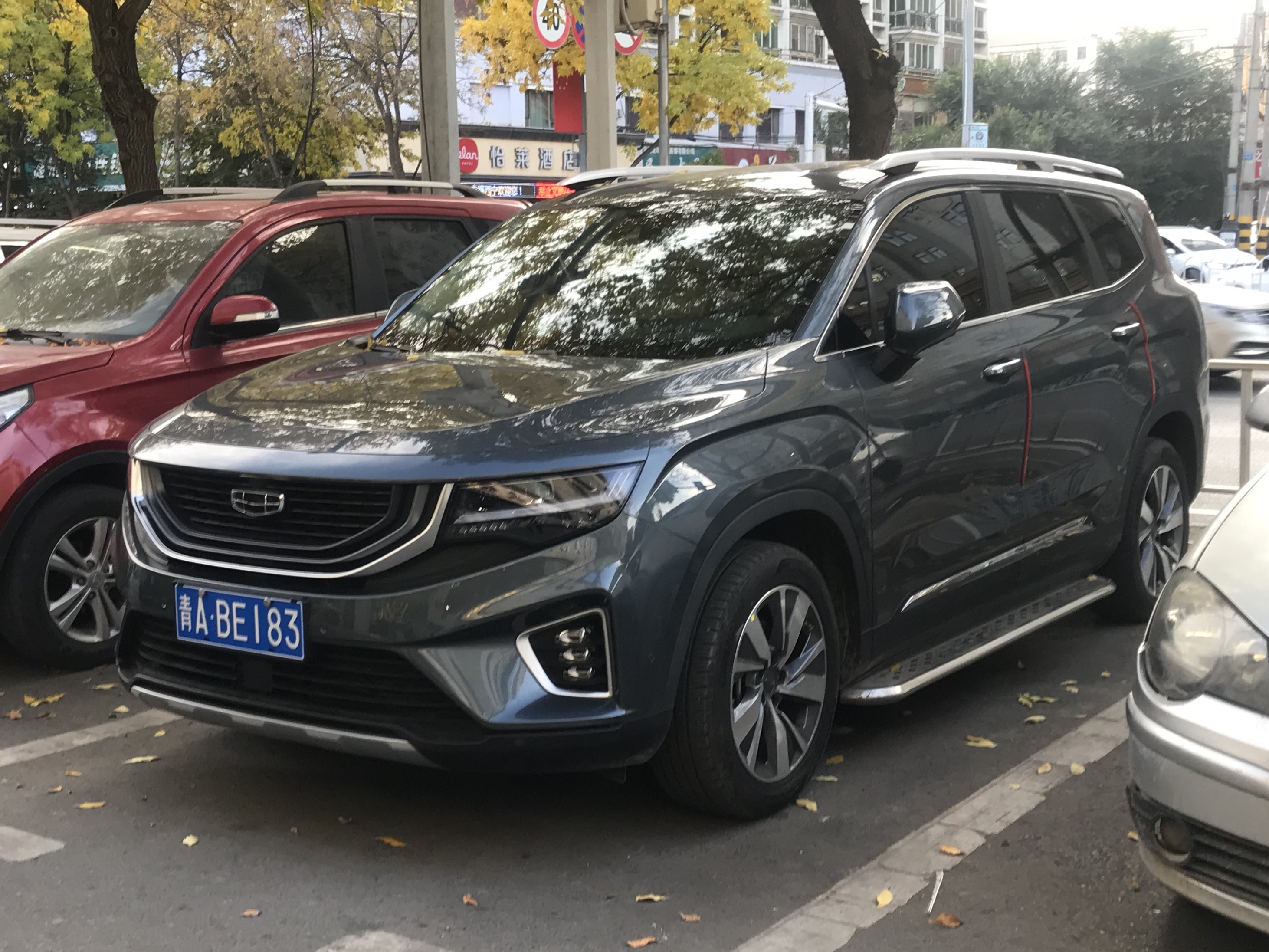
Geely Haoyue (VX11)

### Proton X90
В марте 2023 года малайзийская компания Proton Edar Sdr Holding представила кроссовер Proton X90 на базе Geely Haoyue. Объём двигателя VEA составляет 1.5 литра. Конкурентами являются Mazda CX-8 и Hyundai Santa Fe.
В апреле 2023 года кроссовер Proton X90 прошёл краш-тесты ASEAN NCAP, получив оценку 5 звёзд.
| Результат ASEAN NCAP                        | 5 из 5 звёзд · 5 из 5 звёзд · 5 из 5 звёзд · 5 из 5 звёзд · 5 из 5 звёзд | 5 из 5 звёзд · 5 из 5 звёзд · 5 из 5 звёзд · 5 из 5 звёзд · 5 из 5 звёзд |
| ------------------------------------------- | ------------------------------------------------------------------------ | ------------------------------------------------------------------------ |
| Безопасность водителя и взрослых пассажиров | 30.20                                                                    | 32.00                                                                    |
| Безопасность пассажиров-детей               | 45.37                                                                    | 51.00                                                                    |
| Системы превентивной безопасности           | 16.50                                                                    | 21.00                                                                    |
| Безопасность мотоциклистов                  | 10.00                                                                    | 16.00                                                                    |

### Livan 9
Livan 9 — электромобиль на базе Geely Haoyue, выпускаемый с декабря 2022 года. Он оснащён электродвигателем мощностью 310 л.с. и крутящим моментом 310 Н*м. Запас хода составляет 470 км. Переднеприводная модификация получила индекс Livan RL9. Также существует электромобиль Livan RL7, конкурентом которого является Tesla Model Y. На базе Geely Tugella выпускается электромобиль Livan 7.

Вид спереди
Вид сзади

## Второе поколение (Haoyue L, 2022 — настоящее время)
В декабре 2022 года было представлено второе поколение автомобиля, получившее в Китае название Geely Haoyue L, а на внешних рынках оставившее название Geely Okavango. Автомобиль оснащён бензиновым 4-цилиндровым турбированным двигателем внутреннего сгорания объёмом 2.0 литра мощностью 218 л.с. и максимальным крутящим моментом 325 Н*м, который в связке с 7-ступенчатым роботом DCT позволяет автомобилю разгоняться до 100 км/ч за 7.9 сек. Двигатель и коробка передач разработаны шведско-китайской компанией Aurobay, принадлежащей Geely и Volvo. Хотя двигатель аналогичен устанавливаемому на Geely Tugella и Geely Monjaro, однако полного привода в отличие от них не предусмотрено - только передний.
Официальные продажи в России начались в феврале 2024 года. Для российского рынка двигатель был дефорсирован до 200 л.с.

Конкурентами модели являются Kia Mohave, Toyota Highlander.

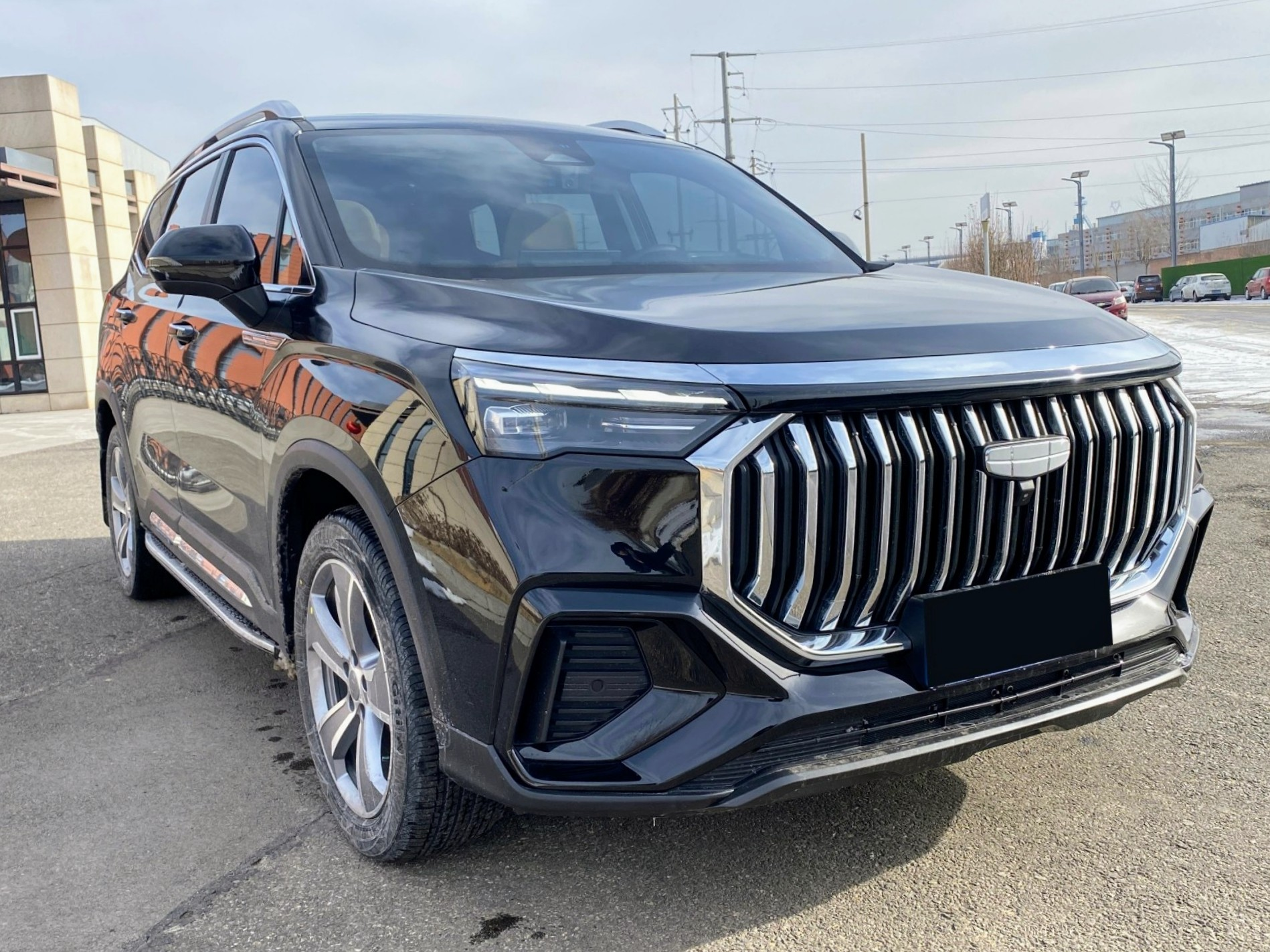
Haoyue L
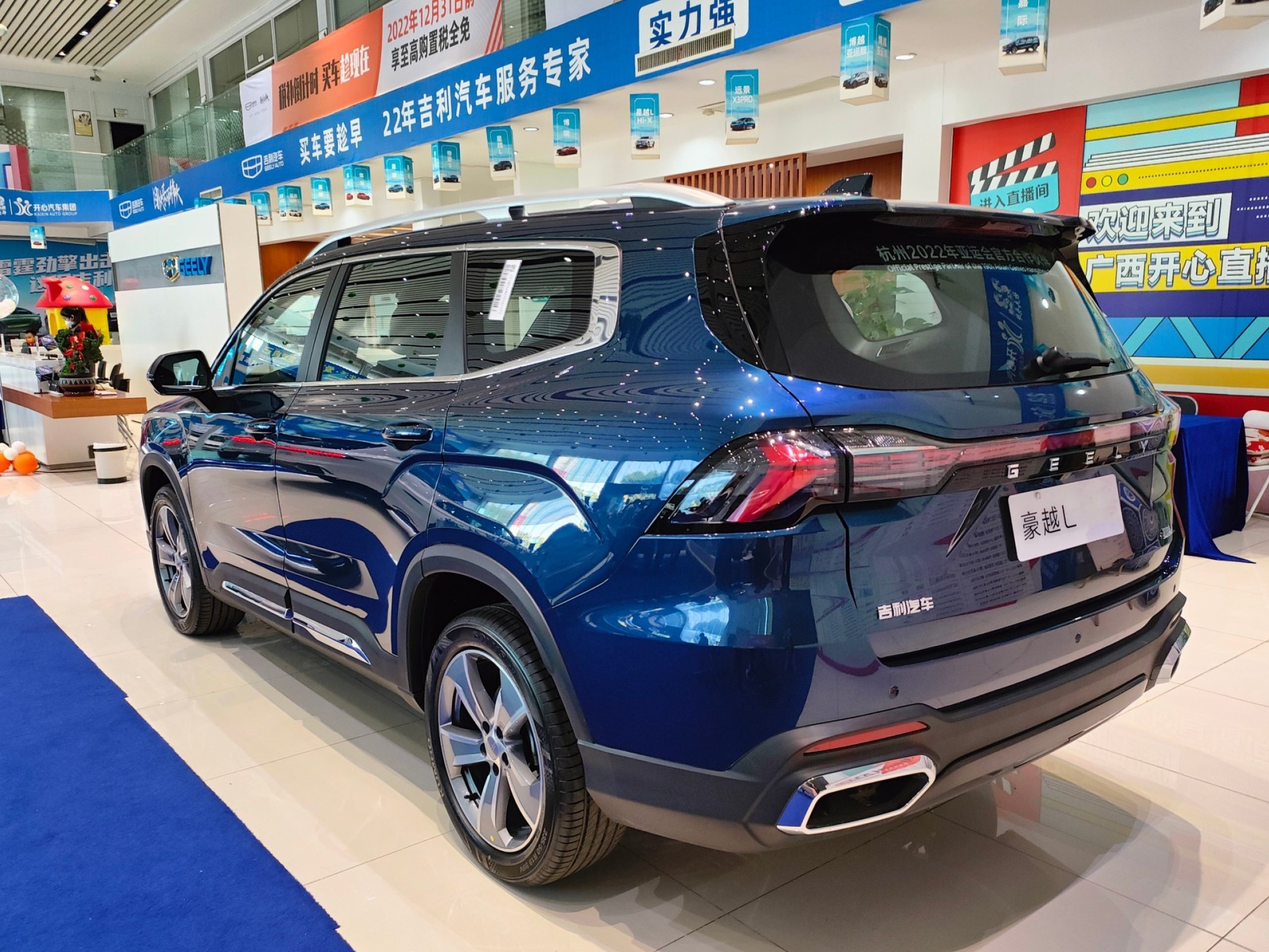
Вид сзади
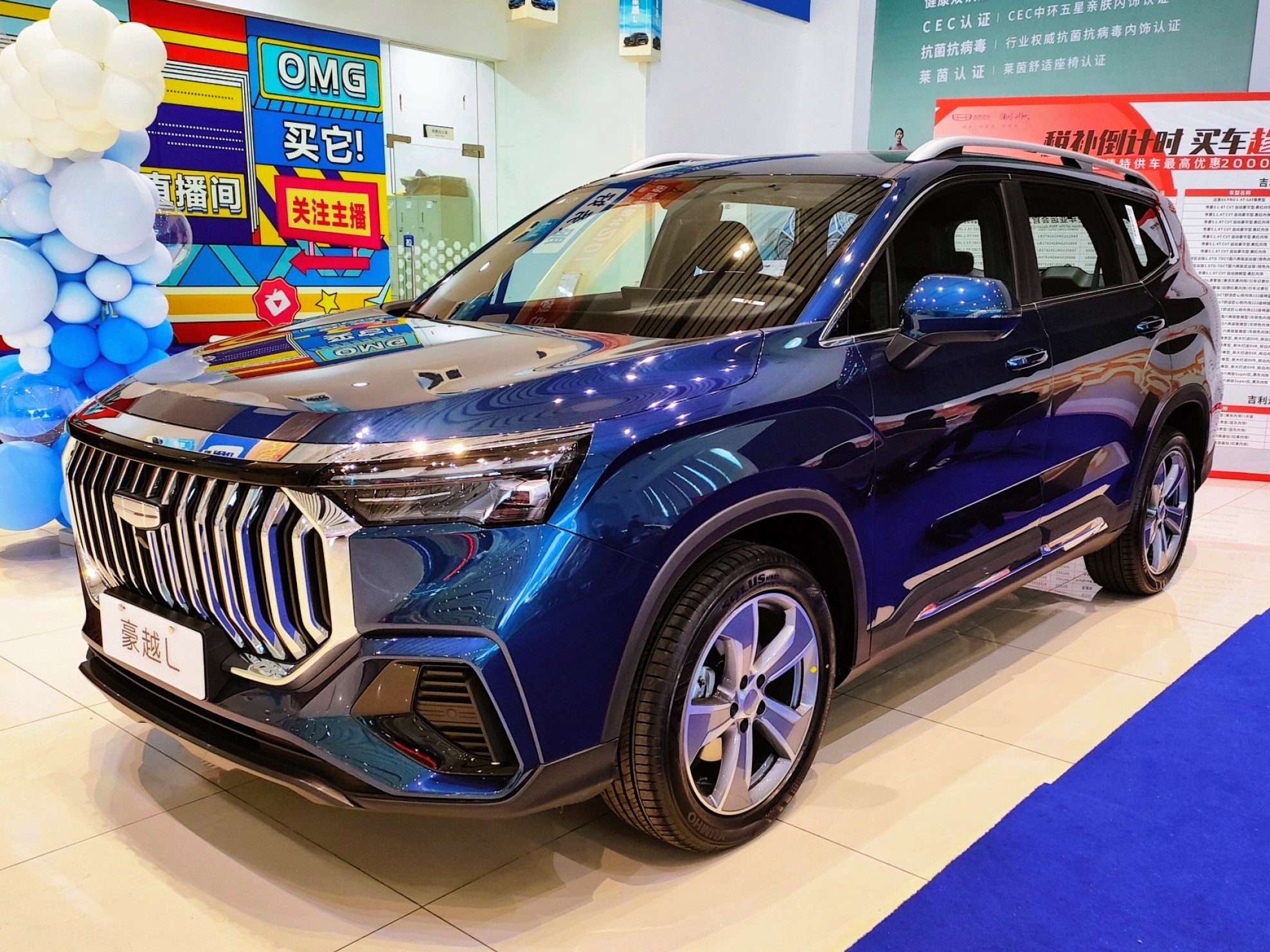
Презентация модели

## Продажи
| Год  | Китай |
| ---- | ----- |
| 2020 | 37036 |
| 2021 | 38706 |
| 2022 | 26883 |